# Playera (música)
La playera es un canto popular de Andalucía (España) emparentado con la seguidilla. El violinista y compositor Pablo de Sarasate compuso una pieza musical para violín llamada playera inspirándose en este canto popular andaluz.